# Spaulding (Oklahoma)
Spaulding – miasto w Stanach Zjednoczonych, w stanie Oklahoma, w hrabstwie Hughes.